# No voy a pedirle a nadie que me crea
No voy a pedirle a nadie que me crea és una pel·lícula de thriller i comèdia fosca mexicà-espanyola de 2023 dirigida per Fernando Frías de la Parra basada en la novel·la de Juan Pablo Villalobos i protagonitzada per Darío Yazbek.

## Argument
Justo abans de marxar de Mèxic cap a Barcelona amb la seva xicota Valentina, decidida a obtenir una beca de doctorat, Juan Pablo es veu embolicat amb un càrtel de la droga que li assigna una missió a Catalunya, trobant inspiració per a la seva nova novel·la mentre la seva vida dona un gir fosc.

## Repartiment
- Darío Yazbek com a Juan Pablo
- Natalia Solián com a Valentina Cruz García
- Anna Castillo com a Laia Carbonell
- Alexis Ayala com a dl llicenciat
- Ivano Palatucci com a Jimi
- Juan Minujín com a Facundo
- Carmen Beato com a Mare de Juan Pablo
- Bruna Cusí com a Doctora Ripoll
- Mima Riera com a Laia Policia
- Juan Carlos Remolina com a Pare de Juan Pablo
- Clara Roquet com a Presentadora llibre

## Producció
La pel·lícula és una coproducció mexicà-espanyola, produïda per Zeta Studios i Exile Content. Es va rodar principalment a Barcelona.

## Llançament
La pel·lícula es va estrenar en el 21è Festival Internacional de Cinema de Morelia el 22 d'octubre de 2023. També va arribar a la competència internacional del 38è Festival Internacional de Cinema de Mar del Plata. Es va estrenar a Netflix el 22 de novembre de 2023.